# Proyecto Zveno
El Proyecto Zveno (en Ruso: Звено), fue un proyecto de avión parásito desarrollado en la Unión Soviética durante los años 30. Consistía en un bombardero pesado Tupolev TB-1 o Tupolev TB-3 que actuaba como avión nodriza de entre dos y cinco cazas. Dependiendo de la variante de Zveno, los cazas despegaban con el bombardero nodriza, o atracaban en vuelo, y podían incluso reabastecerse del combustible del bombardero. El definitivo Zveno-SPB (Sostavnoi Pikiruyuschiy Bombardirovschik / Combinación con Bombarderos en Picado) usaba un TB-3 y dos Polikarpov I-16, cada uno armado con dos bombas de 250 kg (550 lb) cada una, fue usado con buenos resultados en operaciones contra objetivos estratégicos en Rumanía durante las fases iniciales de la Segunda Guerra Mundial.

## Desarrollo

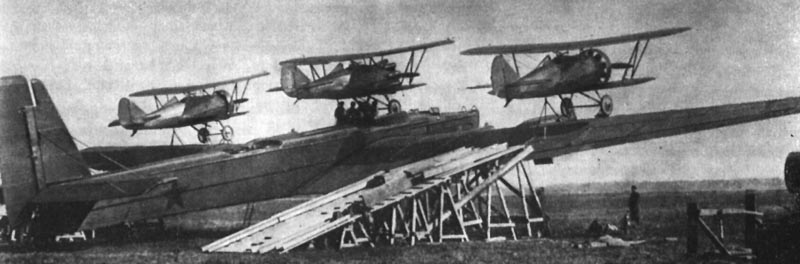
Zveno-2: Tupolev TB-3 y tres Polikarpov I-5. También es visible la rampa usada para subir los cazas

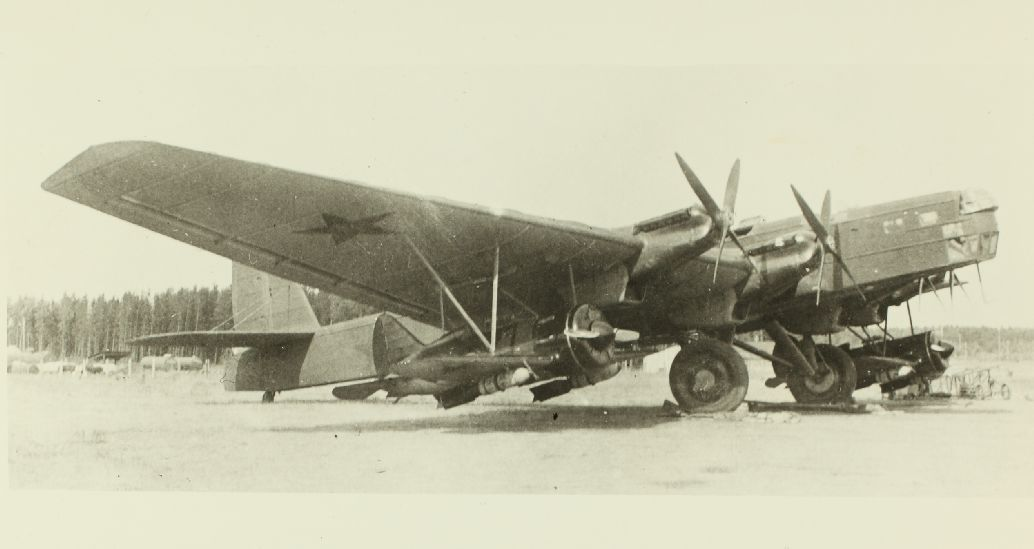
Zveno-6: TB-3 con dos I-16.

En junio de 1931, Vladímir S. Vakhmistrov del NII VVS  (Instituto Soviético de Investigación de las Fuerzas Aéreas), uno de los pioneros en el estudio de los cazas parasitarios comenzó a realizar trabajos de combinación de cazas transportados por bombarderos pesados. El sistema tenía los siguientes propósitos:
- 1. Desplegar cazas más allá de sus alcances convencionales
- 2. Proveer a los bombarderos de cazas de escolta
- 3. Usar los cazas como bombarderos en picado con bombas pesadas, con las que no serían capaces de despegar por sus propios medios
- 4. Usar la potencia añadida de los aviones parásitos para transportar una mayor cantidad de bombas.[1]

En todas las configuraciones Zveno, todos los aviones eran pilotados, y sus motores estaban en marcha — se esperaba que al combinar el empuje, se vieran mejoradas las capacidades del avión nodriza en comparación con los bombarderos convencionales. El diseño original incluía una línea de abastecimiento de combustible desde el bombardero nodriza a los cazas, aunque finalmente no fue implementada en la práctica en las primeras versiones.
El primer éxito de vuelo del Zveno-1 utilizando un Tupolev TB-1 como avión nodriza y dos cazas Tupolev I-4 montados sobre las alas tuvo lugar el 3 de diciembre de 1931. Un error en la secuencia de apertura de los pestillos por parte de la tripulación del bombardero provocó que uno de los cazas se separará prematuramente, pero el TB-1, con un I-4 sujetó aún a una de sus alas, mantuvo el control del vuelo, tras lo cual pudo lanzar el segundo caza. El Zveno-1a comprendía un TB-1 y dos cazas Polikarpov I-5; el Zveno-2 con el Tupolev TB-3 como avión nodriza, portaba tres cazas Polikarpov I-5 , uno sobre el fuselaje y los otros dos sobre las alas. Para montar los aviones sobre las alas utilizaban unas rampas especiales, pero para el situado sobre el fuselaje, debía colocarse por medios manuales. Esto provocó que el I-5 central se usara como un quinto motor del bombardero, retirándose sus superficies de control, y con el piloto, únicamente, con la misión de controlar el motor.
El Zveno-3 en el cual el TB-3 portaba dos cazas Grigorovich I-Z bajo sus alas, presentaba diferentes cambios — El I-Z era un monoplano con tren de aterrizaje fijo, el cual, tocaba el suelo cuanto estaba suspendido bajo el avión nodriza. Para acomodarlo durante el aterrizaje usaba un mecanismo que permitía un movimiento vertical en relación con el TB-3.
Un avance significativo se registró con el Zveno-5, en el que el bombardero TB-3 llevaba un trapecio bajo el fuselaje del que se podía suspender un caza Grigorovich I-Z convenientemente equipado que podía desengancharse en pleno vuelo y volverse a suspender del nodriza. El primer vuelo con maniobra completa de amarre y desarme tuvo lugar el 23 de marzo de 1935.
Las experiencias continuaron con el Zveno-6, que utilizaba un TB-3 con un monoplano Polikarpov I-16 bajo cada ala, y con la similar combinación Zveno-7, en la que un tercer I-16 era montado en un trapecio bajo el fuselaje. El experimento más original fue sin duda el del avión nodriza, un TB-3/AM34 probado durante 1935 con un I-16 bajo cada ala, un I-5 en cada extradós alar y un caza Grigorovich I-Z en el trapecio ventral; en el momento oportuno, los cinco cazas eran liberados simultáneamente en pleno vuelo.
Los aviones nodrizas y sus cazas, recibían el apodo no oficial de El circo Vakhmistrov (Цирк Вахмистрова).

## Configuraciones Zveno

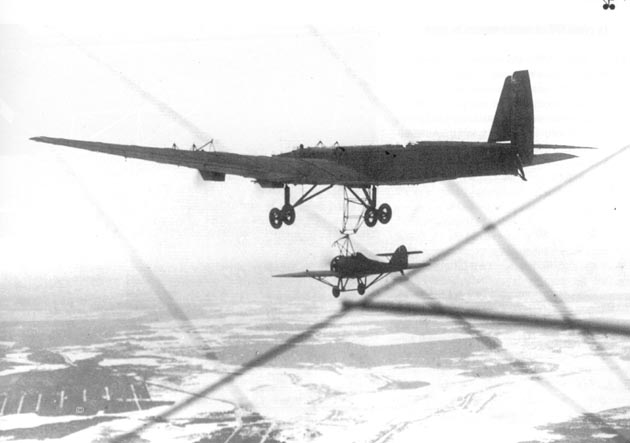
TB-3 con caza Grigorovich I-Z bajo el fuselaje.

Fuente: Shavrov
Zveno-1Tupolev TB-1 y dos Tupolev I-4 sobre las alas. A los normalmente biplanos I-4 se les había retirado las alas inferiores (sin efectos negativos en las características de vuelo) debido a las interferencias con las hélices del TB-1. Efectuó su primer vuelo el 3 de diciembre de 1931. El TB-1 fue pilotado por A. I. Zalevskiy y A. R. Sharapov, los I-4 fueron pilotados por V. P. Chkalov y A. F. Anisimov. Vakhmistrov participó en el vuelo ocupando la torreta frontal.
Zveno-1a
TB-1 y dos Polikarpov I-5 en las alas, primer vuelo en septiembre de 1933. El TB-1 estuvo pilotado por Stefanovskiy, los I-5 por  Kokkinaki y Grozd.
Zveno-2
Tupolev TB-3 y tres I-5, el tercer caza, estaba fijado sobre el fuselaje. Primer vuelo en agosto de 1934. El TB-3 estuvo pilotado por Zalevskiy, los I-5 por Altynov, Suprún, y Suzi.
Zveno-3
TB-3 y dos Grigorovich I-Z bajo las alas.
Zveno-5
TB-3 y un I-Z bajo el fuselaje, el cual podía unirse y separarse en él. El 23 de marzo  de 1935, el TB-3 pilotado por Stefanovskiy y el I-Z con Stepanchenok a los mandos,  logró ser el primer avión en unirse a otro en vuelo.
Zveno-6
TB-3 y dos Polikarpov I-16 los cuales, eran unidos en tierra con el tren de aterrizaje plegado. Realizó su primer vuelo en 1935, con el TB-3 pilotado por Stefanovskiy, y los I-16 pilotados por Budakov y Nikashin. Los  I-16 podían soltarse, pero no podían volver a acoplarse en vuelo. El piloto de pruebas Víktor Yevséyev alcanzó una altitud de 12020 m durante una de las pruebas del sistema.
Zveno-7
TB-3 y dos I-16. Realizó su primer vuelo en noviembre de 1939, pilotados por Stefanovskiy, Nyukhtikov y Suprun.  Los cazas podían unirse al avión nodriza en vuelo gracias a dos trapecios retráctiles bajo cada ala. El atraque, aunque era posible, se juzgaba de gran dificultad en la práctica.
Aviamatka (Nodriza aérea)
TB-3 con dos I-16 bajo las alas, dos I-5 sobre ellas, y un I-Z fijado bajo el fuselaje en vuelo. Realizó su primer vuelo el 20 de noviembre de 1935. El TB-3 estuvo pilotado por Zalevskiy, los cazas por Stefanovskiy, Nikashin, Altynov, Suprun, y Stepanchenok. Vakhmistrov también trabajó en una versión agrandada del Aviamatka con ocho I-16. en este esquema, el TB-3 podía despegar con dos I-16 bajo las alas, y los seis restantes, se unían en vuelo. No llegaron a unirse los ocho simultáneamente en vuelo, pero fueron rotando uniéndose y desuniéndose durante el vuelo según fuera requerido.  Los seis aviones, podían repostar del avión nodriza en vuelo. Aunque tuvo éxito tanto, las combinaciones de 8 cazas que se probaron en 1938 (Zveno 6 y 7), no llegó a completarse la configuración de 8 cazas.
SPB (Sostavnoi Pikiruyuschiy Bombardirovschik – combinación con bombarderos de picado)
TB-3-4AM-34FRN y dos I-16 bajo las alas, armadas cada uno con dos bombas FAB-250 de 250 kg (550 lb). Utilizado durante la Segunda Guerra Mundial con éxito.

## Historia operacional
En el año 1938, Vakhmistrov diseñó el Zveno-SPB (SPB: Sostavnoi Pikiruyuschiy Bombardirovschik, Bombardero en picado combinado) el cual consistía en un Tupolev TB-3-4AM-34FRN como avión nodriza y dos cazas Polikarpov I-16 Tipo 5. Cada uno de los cazas, portaba dos bombas  FAB-250 de alto explosivo de 250 kg (550 lb) de peso. Aunque un I-16 Tipo 5 podía transportar por sus propios medios no más de 100 kg (220 lb) de bombas, una vez en el aire con el  TB-3 podían alcanzar los 410 km/h (220 nudos, 255 mph) a 2500 m (8200 ft), con un techo de vuelo de 6800 m (22 310 ft), y podían realizar un picado a 650 km/h (350 nudos, 405 mph). Una vez que las bombas habían sido lanzadas, Los I-16 eran lanzados y retornaban en vuelo convencional. Los tres aviones Zveno-SPB tenían un peso total al despegue de 22 000 kg (48 500 lb), y una velocidad máxima de 268 km/h (145 nudos, 165 mph), con una autonomía de 2500 km (1350 nmi, 1550 mi). El uso del avión nodriza, incrementaba la autonomía del I-16 en un 80%.
El SPB realizó su primer vuelo en 1937, con el TB-3 pilotado por Stefanovskiy, y los I-16 pilotados por Nikolayev y Taborovskiy. Tras el éxito del programa de pruebas en 1938, el Zveno-SPB fue aceptado para el servicio en la Fuerza Aérea Soviética. Desde el 1 de febrero de 1940, la Fuerza Aérea Soviética, se supone que recibió 20 TB-3 y 40 I-16, y que el mismo número, fue entregado a la Armada Soviética. también se solicitó a Vakhmistrov que investigara la posibilidad de usar los Tupolev TB-7, Tupolev MTB-2, y GST (PBY Catalina) como aviones nodriza, para dotar a los I-16 de la capacidad de portar 500 kg (1100 lb) de bombas. Antes de 1939, el apoyo del gobierno al programa se vio reducido, la armada canceló todos sus pedidos y la fuerza aérea redujo el número de cazas de 40 a 12. Sin embargo, tras el éxito de los bombarderos en picado Junkers Ju 87 de la Luftwaffe que los observadores militares soviéticos contemplaron en las fases iniciales de la Segunda Guerra Mundial y dado que la Unión Soviética no tenía bombarderos en picado, se decidió retomar a baja escala los trabajos sobre el Zveno-SPB. Se utilizó el más potente I-16 Tipo 24. Se produjeron un total de 6 aviones nodriza (seis TB-3 y doce I-16 Tipo 24 modificados). Todos ellos fueron asignados a la segunda escuadrilla especial del 32.º IAP (Regimiento de cazas) de la 62.ª Brigada de Aviación de la Flota del Mar Negro de la fuerza aérea, estacionada en Eupatoria. Al igual que ocurrió con los experimentos Zveno, la escuadrilla, fue apodada circo de Shubikov (Цирк Шубикова) por su comandante Arseniy Shubikov.
El Zveno-SPB vio limitada su intervención en la Segunda Guerra Mundial a pesar de su éxito. En las fases iniciales, participaron en la destrucción de objetivos industriales en Rumanía. Su acción más importante, fue la destrucción del Puente Rey Carol I sobre el Danubio en el cual, discurría el oleoducto Ploieşti-Constanza. Tras varios intentos fallidos de destruirlo con bombarderos convencionales, se asignó la misión a los Zveno. Como prueba para ver si la misión era factible, se les ordenó atacar el depósito de combustible de Constanza. El 26 de julio de 1941, dos Zveno-SPB realizaron un ataque exitoso contra el mismo a plena luz sin sufrir bajas. Los cazas, se desconectaron de los aviones nodrizas a 40 km (22 nmi, 25 mi) del objetivo y retornaron por sus medios.
El primero de los dos ataques sobre el puente, tuvo lugar el 10 de agosto de 1941. Para esta misión, los I-16 fueron equipados con tanques adicionales de combustible de 95 litros bajo las alas, que les daban un tiempo de vuelo adicional de 35 minutos. De los tres Zveno-SPB, uno, tuvo que retornar debido a problemas mecánicos. Los otros dos, lanzaron sus cazas a 15 km (8 nmi, 9 mi) de la costa de Rumanía. Los cazas, realizaron con éxito bombardeos en picado desde una altitud de 1800 m (5900 ft) y retornaron a sus bases sin perdidas a pesar de la artillería antiaérea. El segundo ataque, tuvo lugar el 13 de agosto de 1941. En esta ocasión, los tres Zveno-SPB alcanzaron el objetivo. Los seis cazas, consiguieron impactos directos en el puente, destruyendo completamente uno de sus arcos. En el camino de retorno, los cazas, atacaron a la infantería rumana cerca de Sulina, tras lo cual, retornaron a Eupatoria sin bajas. Tras la exitosa misión, se encargaron dos Zveno-SPB adicionales, con lo que se tuvieron cinco en activo. Su principal limitación, era la carencia de los motores Mikulin AM-34FRN, ya que otras versiones no tenían la suficiente potencia para ser empleadas. El 16 de agosto de 1941, el almirante Kuznetsov preguntó a Iósif Stalin sobre la posibilidad de contar con motores adicionales AM-34FRN de los TB-3 de la Fuerza Aérea, para ser convertidos en nodrizas Zveno-SPB, pero la solicitud, fue rechazada debido a las graves pérdidas de la Fuerza Aérea en los combates iniciales de la contienda. Los cinco aparatos, continuaron realizando salidas, y destruyeron un dique seco en Constanza el 17 de agosto y un puente sobre el río Dnieper el 28 de agosto, perdiéndose un I-16 en estas acciones. Durante la repetición de un ataque al día siguiente, cuatro I-16 lanzados por sus nodrizas, se enfrentaron a varios Messerschmitt 109, derribando dos de ellos. A pesar de su éxito, las misiones de los Zveno finalizaron en 1942 debido a la alta vulnerabilidad del obsoleto TB-3 y del I-16. Se estima que los Zveno-SPB realizaron al menos 30 misiones de combate.